# Кану-Лейк (район Ніпіссінґ)

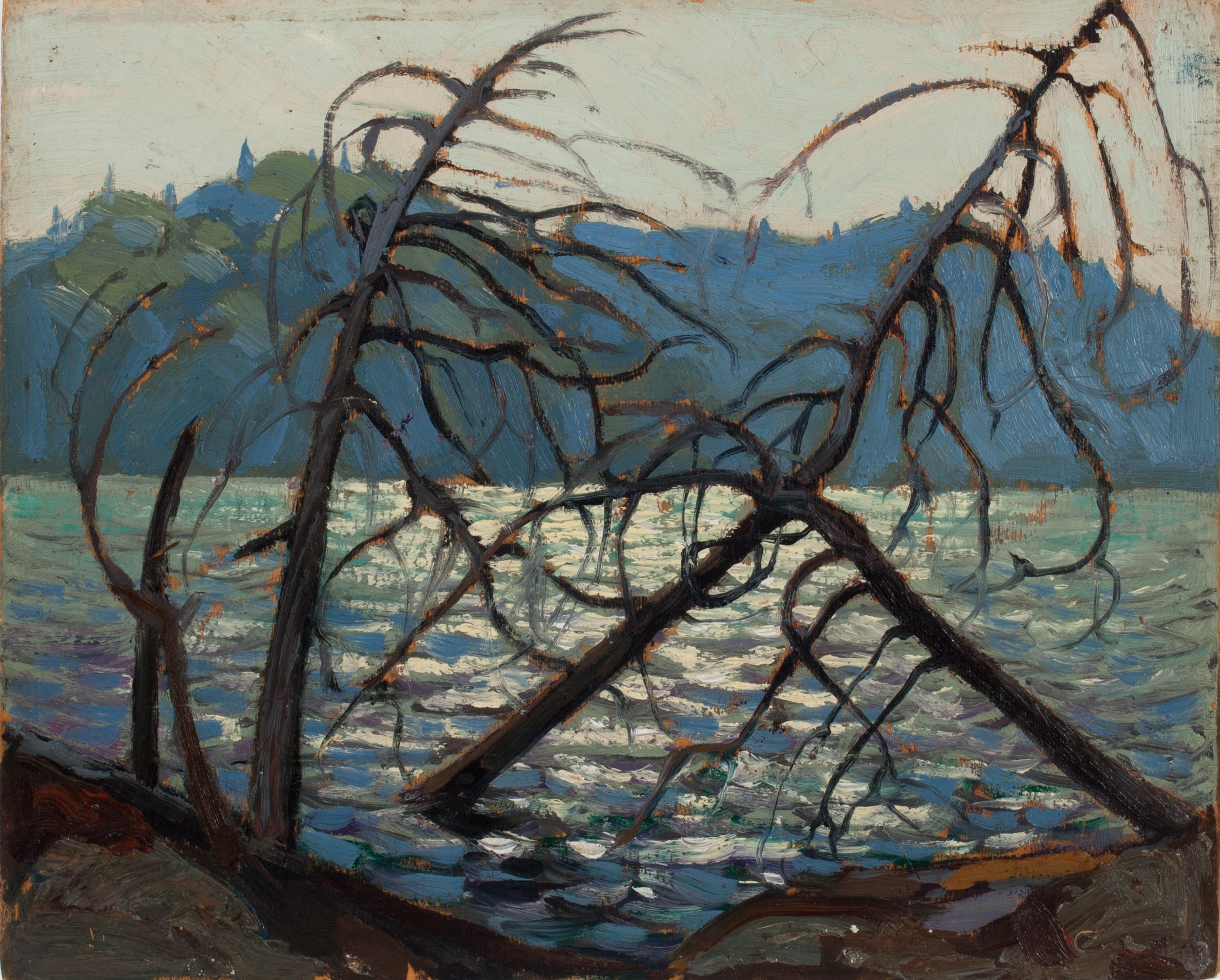
Кану-Лейк, 1914 ескіз Тома Томсона. Художня галерея Тома Томсона, Овен-Саунд

Кану-Лейк — озеро, розташоване в провінційному парку Алґонкін в окрузі Ніпіссінґ, Онтаріо, Канада. Озеро Кану є головною точкою доступу для багатьох каноїстів, які в'їжджають до парку Алґонкін, тут також є багато котеджів. Важливо відзначити, що озеро Кану розташоване на традиційній території анішінаабеґів, зокрема народів чіппева, оджибва та потаватомі, згідно з умовами Договору Робінсона з гуронами №61 від 1850 року та договорів Вільямса 1923 року.
На 14,1 км шосе 60 є коротка дорога, яка веде до точки доступу на березі озера Кану для мандрівників та відвідувачів. Точка доступу складається з великої паркувальної зони, міністерського офісу для отримання дозволів на поїздку всередині парку та відомого в регіоні магазину Portage Store. «P-store», як його часто називають у розмовній мові, — це добре укомплектований пункт прокату туристичного та веслярського спорядження, який включає один із небагатьох комерційних ресторанів, доступних у парку Алґонкін. Тут подають різноманітні страви, а також пропонують морозиво. Магазин Portage також пропонує ряд пакетів спорядження та гідів, щоб підтримати спроби людей покататися на каное. При цьому працює сувенірний магазин, де продаються сувеніри, футболки та інші речі. Озеро Кану також є домом для літніх таборів Тейлор-Штаттен; Camp Ahmek, таборів для хлопців, та Camp Wapomeo, дівчачих таборів.
Відомий канадський художник Том Томсон, близький до Групи Сімох, потонув в озері Кану 8 липня 1917 року під час прогулянки на каное; його тіло було виявлено в озері вісім днів потому, викинуте на острів Малий Вапомео, - місце літнього табору. Озеро Кану було місцем натхнення для творчості Тома Томпсона, а також дуже особливим особистим місцем для нього. Він проживав на озері Кану протягом різних періодів своєї кар’єри та часто плавав у цьому районі на каное.